# Pieris japonica
Pieris japonica är en ljungväxtart som först beskrevs av Carl Peter Thunberg, och fick sitt nu gällande namn av David Don och George Don jr. Pieris japonica ingår i släktet buskroslingar, och familjen ljungväxter. Utöver nominatformen finns också underarten P. j. yakushimensis.

## Bildgalleri

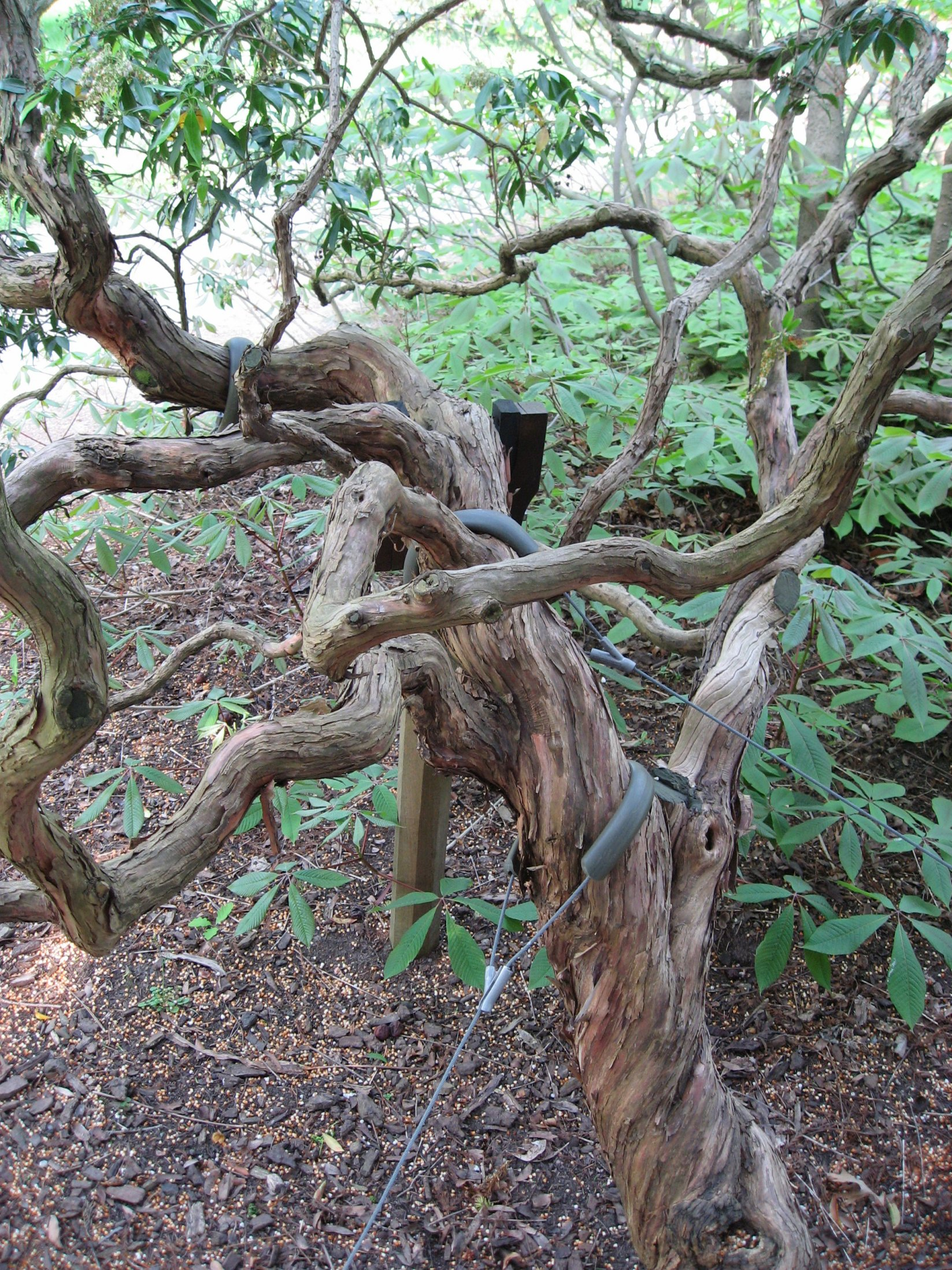
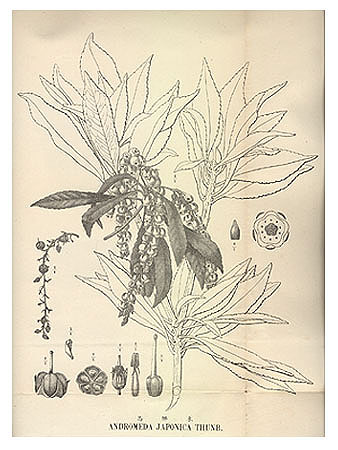
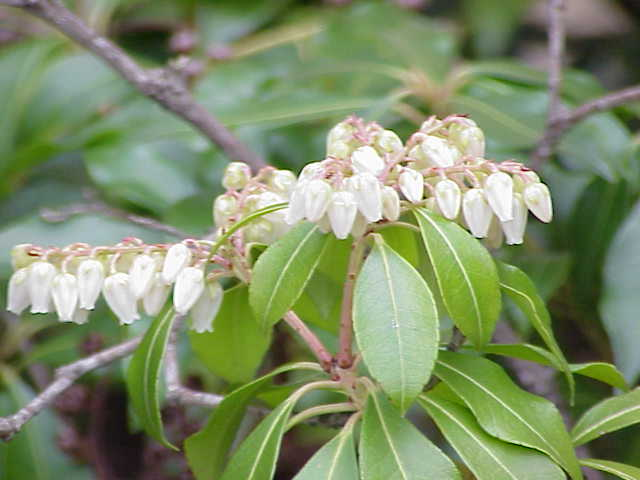
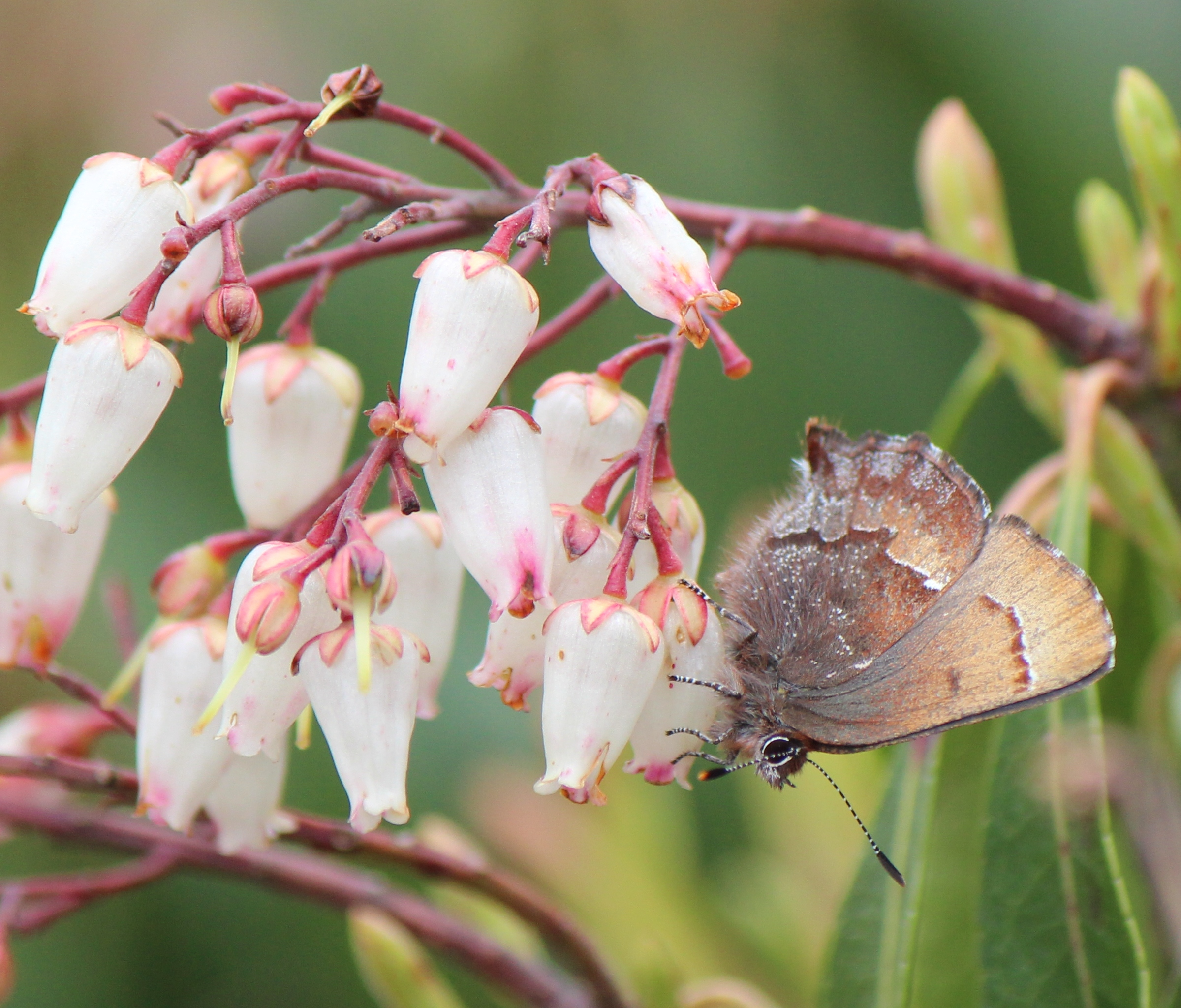
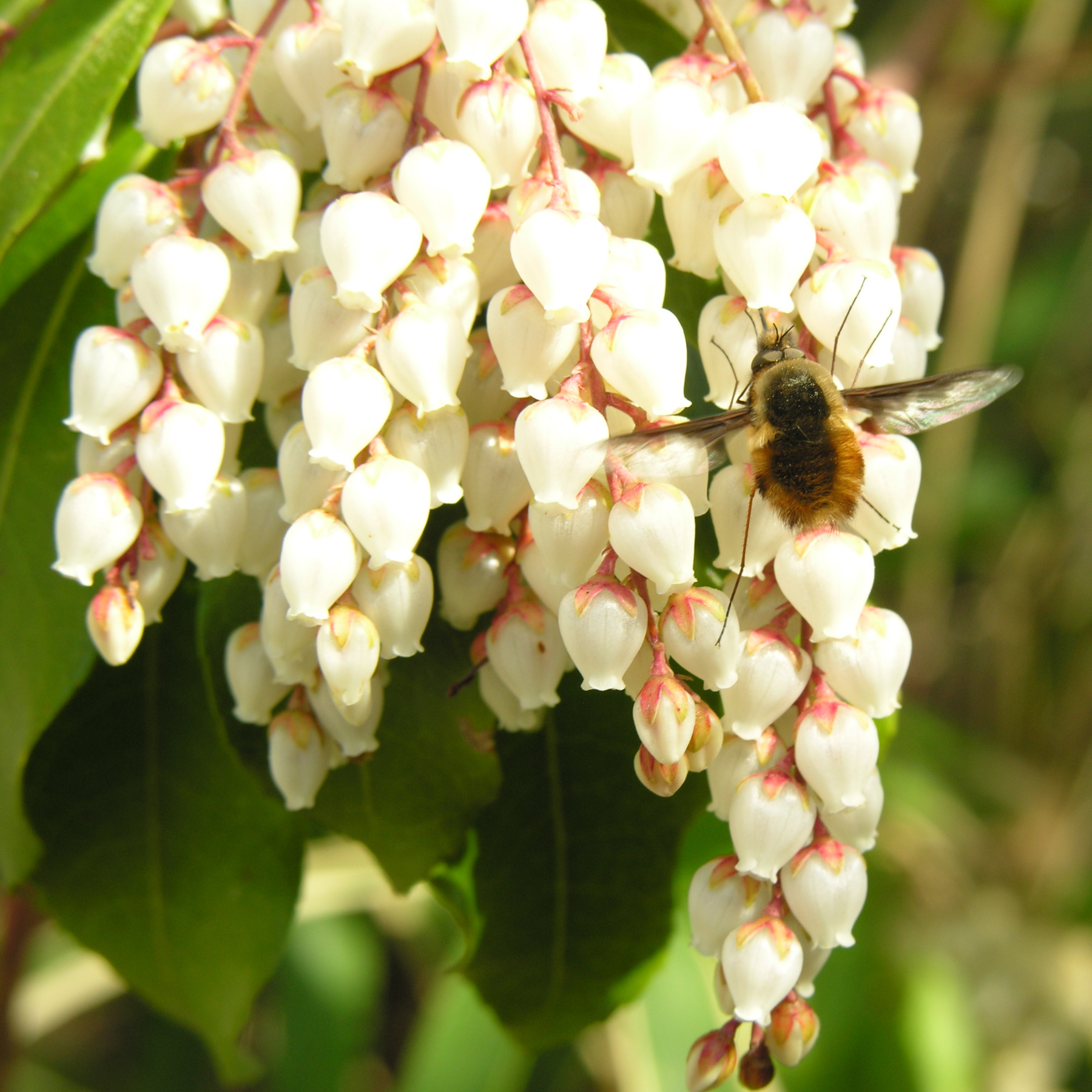
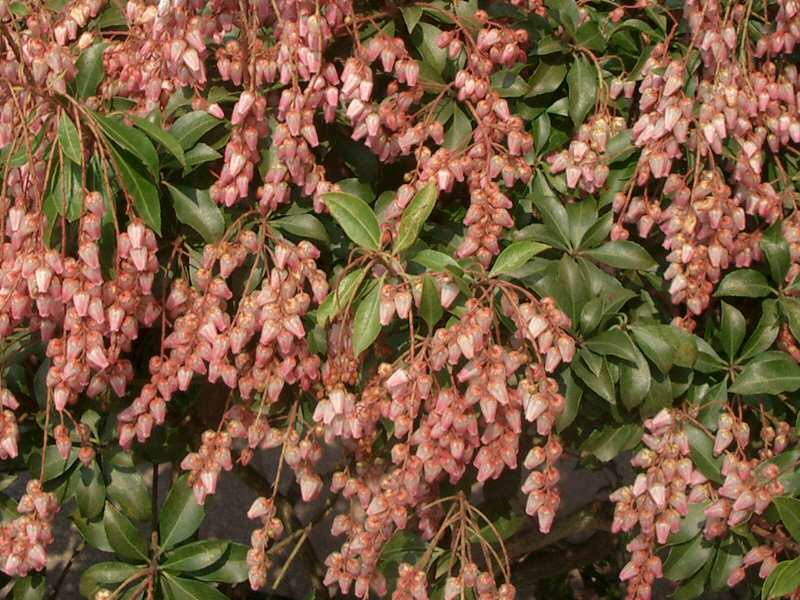